# Jumeaux
Jumeaux is een gemeente in het Franse departement Puy-de-Dôme (regio Auvergne-Rhône-Alpes) en telt 672 inwoners (2005). De plaats maakt deel uit van het arrondissement Issoire.

## Geografie
De oppervlakte van Jumeaux bedraagt 7,1 km², de bevolkingsdichtheid is 94,6 inwoners per km².
De onderstaande kaart toont de ligging van Jumeaux met de belangrijkste infrastructuur en aangrenzende gemeenten.

## Demografie
Onderstaande figuur toont het verloop van het inwonertal (bron: INSEE-tellingen).